# Ипеуна
Ипеуна (порт. Ipeúna)  —  муниципалитет в Бразилии, входит в штат Сан-Паулу. Составная часть мезорегиона Пирасикаба. Входит в экономико-статистический  микрорегион Риу-Клару. Население составляет 5554 человека на 2006 год. Занимает площадь 190,534 км². Плотность населения — 29,1 чел./км².

## Статистика
- Валовой внутренний продукт на 2003 составляет 67.927.174,00 реалов (данные: Бразильский институт географии и статистики).
- Валовой внутренний продукт на душу населения на 2003 составляет 13.593,59 реалов (данные: Бразильский институт географии и статистики).
- Индекс развития человеческого потенциала на 2000 составляет 0,786 (данные: Программа развития ООН).